# Roperua
Roperua är ett släkte av fjärilar. Roperua ingår i familjen nattflyn.
Kladogram enligt Catalogue of Life:
| Roperua | \| \| Roperua crypsichlora \| \| \| \| \| \| Roperua lichenophora \| \| \| \| |
|         | \| \| Roperua crypsichlora \| \| \| \| \| \| Roperua lichenophora \| \| \| \| |
|         | Roperua crypsichlora                                                          |
|         |                                                                               |
|         | Roperua lichenophora                                                          |
|         |                                                                               |